# Islám al-Šihábí
Islám Amr al-Šihábí nebo Islám Amr aš-Šahábí (arabsky إسلام الشهابي‎) nebo (anglicky Islam El Shehaby) (* 1. srpna 1982 v Káhiře, Egypt) je egyptský zápasník – judista.

## Sportovní kariéra
S judem začínal v rodné Káhiře v klubu al-Šams. Na mezinárodní scéně se objevuje od roku 2001, ale do pořadí začal výrazně promlouvat až po olympijské sezóně 2008. V roce 2011 dokonce figuroval několik měsíců v žebříčku IJF jako světová jednička. Na vrcholné podniky se mu však nedaří časovat forma. Na olympijských hrách i mistrovství světa vypadává pravidelně v prvních kolech. V roce 2016 na olympijských hrách v Riu upoutal celosvětovou pozornost médií jeho pohrdavý postoj k Izraelci Orimu Sasonovi, za což musel později opustit olympijskou vesnici.

### Vítězství
- 2009 - 1× světový pohár (Abú Zabí)
- 2010 - 4× světový pohár (Düsseldorf, Káhira, Moskva, Čching-tao)
- 2011 - 2× světový pohár (Baku)

## Výsledky
| Olympijské hry     | —   |    |    |     | úč. |     |    |   | úč. |     |    |     | úč. |     |     |     | úč. |  |  |  |  |
| Mistrovství světa  |     | —  |    | úč. |     | úč. |    | — |     | úč. | 3. | úč. |     | úč. | úč. | úč. |     |  |  |  |  |
| Africké hry        |     |    |    | ?   |     |     |    | — |     |     |    | 2.  |     |     |     | —   |     |  |  |  |  |
| Mistrovství Afriky | —   | 2. | 1. |     | 3.  | 2.  | 2. |   | 2.  | 1.  | 1. | 1.  | 2.  | 3.  | 2.  | 2.  | 5.  |  |  |  |  |
| MS juniorů         | úč. |    |    |     |     |     |    |   |     |     |    |     |     |     |     |     |     |  |  |  |  |

### Bez rozdílu vah
| Mistrovství světa  |   | —  |   | úč. |    | úč. |    | — | —  |    | úč. | —  |   |    |    |   |  |  |  |  |  |  |  |  |  |  |  |  |  |  |  |  |
| Africké hry        |   |    |   | ?   |    |     |    | — |    |    |     |    |   |    |    |   |  |  |  |  |  |  |  |  |  |  |  |  |  |  |  |  |
| Mistrovství Afriky | — | 3. | — |     | 1. | 2.  | 5. |   | 1. | 1. | 2.  | 1. | — | 1. | 7. | — |  |  |  |  |  |  |  |  |  |  |  |  |  |  |  |  |